# Dirección de Educación Operacional
La Dirección de Educación Operacional (DEOP) es una dirección del Ejército Argentino con asiento de paz en Campo de Mayo y con dependencia de la Dirección General de Educación.

## Reseña
Asumió la educación operacional en 2019 tras suprimir la Escuela de las Armas una modificación a la estructura del Ejército. Su misión es conducir la formación del personal militar del Ejército y las otras Fuerzas Armadas a través del dictado de cursos regulares y complementarios, dirigiendo la educación operacional.
En 2020 la dirección resolvió suspender los cursos y los elementos brindaron apoyo al esfuerzo de protección civil de las Fuerzas Armadas de la Nación desplegado por la pandemia de COVID-19 en la Argentina. Las escuelas bajo su órbita prestaron apoyo en las distintas zonas de emergencia.

## Organización
- Dirección de Educación Operacional (DEOP). Campo de Mayo (BA).
  - Escuela de Infantería (Ec I). Campo de Mayo (BA).
  - Escuela de Caballería (Ec C). Campo de Mayo (BA).
  - Escuela de Artillería (Ec A). Campo de Mayo (BA).
  - Escuela de Ingenieros (Ec Ing). Campo de Mayo (BA).
  - Escuela de Comunicaciones (Ec Com). Campo de Mayo (BA).
  - Escuela de Especialidades (Ec Esp). Campo de Mayo (BA).
  - Escuela Militar de Montaña (Ec Mil M). Bariloche (RN).
  - Escuela Militar de Monte (Ec Mil Mte). Puerto Iguazú (MI).
  - Escuela Militar de Tropas Montadas (Ec Mil Tpa(s) Mont(s)). Campo de Mayo (BA).
  - Escuela de Tropas Aerotransportadas y Tropas de Operaciones Especiales (ETA y ETO). Córdoba (CB).
  - Escuela de Aviación del Ejército (Ec Av Ej). Campo de Mayo (BA).
  - Centro de Educación Operacional Campo de Mayo (CEO Campo de Mayo). Campo de Mayo (BA).
  - Centro de Educación de Inteligencia de Combate (CEIC). Campo de Mayo (BA).
  - División Escuela de Capacitación Anfibia (Dv Ec Cap Anf) (dependencia funcional del B Ing Anf 121). Santo Tomé (SF).
  - División Escuela de Artillería Antiaérea (Dv Ec AA) (dependencia funcional del Agr AA Ej 601-Ec). Mar del Plata (BA).
  - División Escuela de Cazadores Patagónicos (Dv Ec Caz Pat) (dependencia funcional del Cdo Br Mec IX). Comodoro Rivadavia (CT).